# Кетово (Курганская область)
Кето́во — село в Курганской области России, административный центр Кетовского района, центр Кетовского сельсовета. 
Население села составляло в 2004 году 7408 человек. Село расположено в 13 км к югу от Кургана, на автодороге Курган — Костанай.

## Население
| Численность населения, чел. | Численность населения, чел. | Численность населения, чел. | Численность населения, чел. | Численность населения, чел. | Численность населения, чел. |
| 1959                        | 1970                        | 1979                        | 1989                        | 2002                        | 2010                        |
| --------------------------- | --------------------------- | --------------------------- | --------------------------- | --------------------------- | --------------------------- |
| 1408                        | 3547                        | 4609                        | 6377                        | 7127                        | 7251                        |

| 1959  | 1970  | 1979  | 1989  | 2002  | 2010  | 2015  |
| ----- | ----- | ----- | ----- | ----- | ----- | ----- |
| 1408  | ↗3547 | ↗4609 | ↗6377 | ↗7127 | ↗7251 | ↗8310 |
| 2021  |       |       |       |       |       |       |
| ↗8447 |       |       |       |       |       |       |

## История
Деревня Кетово была основана в 1703 году крестьянами братьями Иваном и Григорием Кетовыми на берегу озера Щучье. Их отец — «Офонка Софронов сын Кетов ... сказал: родился де он в уезде Соли Вычегоцкой на Лузе реке в Комельской волости, жил за великим государем во крестьянех. В Сибирь пришол и живет Царева Городища в слободе со 190-го году [1682/1690]». К 1710 году в деревне было 5 дворов (Захар Иванов, Василий Иванов, Лука Макаров, Осип Кетов). Население села увеличивалось медленно, за 20 лет в него переселилось всего 9 семей. В течение XVIII века по различным причинам деревня дважды прекращала своё существование. Третье по счету основание Кетово относится к 1800 году.
С 1786 года деревня приписывалась к Курганской слободе, затем вплоть до 1923 — к Черёмуховской волости, с 1924 она входит в состав Курганского района. В 1904 году в Кетово были две частные лавки. В 1910 году открылась начальная школа. По данным переписи 1926 года в деревне Кетово было 190 дворов и 865 жителей. В 1964 году решением Курганского облисполкома Кетово был присвоен статус села.
В селе похоронен Герой Советского Союза Иван Волков.

## Административное устройство
В состав Кетовского сельсовета входят два населённых пункта:
- село Кетово;
- посёлок Придорожный (516 чел.).

Население сельсовета — 7 767 человек.

## Культура и образование
В 1964 году в селе была основана детская музыкальная школа. Её возглавила М. А. Стрекаловских. Музыкальная школа — неоднократный призер среди сельских школ области. Имеет многочисленные награды комитета по культуре и искусству, областного методического кабинета, администрации Кетовского района. В 1996 году Кетовская ДМШ удостоена звания Лауреата областного конкурса «Школа года».